# اثنا عشر دقيقة (لعبة فيديو)
اثنا عشر دقيقة (بالإنجليزية: Twelve Minutes)‏ هي لعبة فيديو مغامرات من تطوير لويس أنطونيو ونشر شركة أنابورنا إنتراكتيف. صدرت اللعبة بشكل رسمي في 19 أغسطس 2021 علي مايكروسوفت ويندوز، وإكس بوكس ون، وإكس بوكس سيريس إكس وسيريس أس. تَدور أحداث اللعبة في إطار تفاعلي يَلعب فيه اللاعب دور رجل عَلق في حلقة زمنية، حيث يواصل ضابط شرطة اقتحام منزله واعتقال أو قتل زوجته بسبب جريمة قتل مزعومة، وجميع هذه الأحداث بأكملها داخل شقة واحدة والأمر متروك للاعب لاتخاذ الخيارات الصحيحة وكسر هذه الحلقة الزمنية وكشف الغموض.

## أُسلوب اللعب
تُلعب اثنا عشر دقيقة من منظور من أعلى إلى أسفل في شقة سكنية مشتركة بين الزوج والزوجة (بصوت جيمس مكافوي للزوج، وديزي ريدلي للزوجة) والتي تشتمل على منطقة المعيشة الرئيسية والمطبخ، وغرفة نومهم، وحمام، وخزانة. يتحكم اللاعب في الزوج خلال هذه الأحداث بأسلوب ألعاب المغامرات المعتمد على التأشير والنقر، حيث يكون له الحرية في القيام بحركات مختلفة. بدون اتخاذ إجراءات معينة، على مدار الدقائق العشر الأولى، يعلم الزوج أن زوجته حامل. يصل ضابط شرطة (بصوت ويليم دافو) إلى الشقة ويتهم الزوجة بقتل والدها منذ عدة سنوات، ويحاول اعتقالها ويضرب الزوج ويقتل الزوجة وطفلها الذي لم يولد بعد.

## القصة
اثنا عشر دقيقة هي لعبة قائمة على إتخاذ القرارات تتضمن حلقات زمنية، ومع ذلك، سوف يختلف ترتيب الأحداث اعتمادًا على كيفية لعب اللعبة. ويقدم هذا الشرح استعراضًا عامًا لسرد القصة دون أن يعكس أي ترتيب محدد للقرارات.
يعود الزوج إلى شقته بعد العمل وتستقبله زوجته التي تفاجئه بأنباء حملها. بينما يبدأون بالاحتفال، رجل يدعي أنه شرطي يطرق بابهم ويتهم الزوجة بقتل والدها. ويربط أيديهم، ويشرع في خنق الزوج حتى الموت.
يجد الزوج نفسه فجأة عندما دخل الشقة، قبل عشر دقائق، ويدرك أنه محاصر في حلقة زمنية. يحاول إقناع زوجته بالحلقة، لكنها تظل مترددة في صحتها. يقضي الزوج حلقة مختبئًا في الخزانة قبل أن تعرف الزوجة مجيئه ليرى كيف يتفاعل الشرطي مع الزوجة بمفردها، ويكتشف أن الشرطي يبحث عن ساعة جيب باهظة الثمن تعود سابقًا لوالدها تخبئها زوجته في فتحة التهوية أسفل خزانة الأدوية. ويتمكن الزوج من معرفة أن الشرطي يريد من الساعة تمويل علاج ابنته من السرطان. في حلقة أخرى، يحصل الزوج على الساعة ويسأل زوجته عنها، وقالت أن والدها لم يمت من نوبة قلبية قبل ثماني سنوات، وأنها علمت أنه أقام علاقة غرامية مع مربيتها، وبعد وفات والدتها ألقت عليه باللوم، وقامت بإطلاق النار عليه ثم هربت الزوجة في ليلة رأس السنة وأخذة الساعة معها، ولكنها التقت بزوجها في حانة في ليلة رأس السنة على بعد مئات الأميال من موقع الحادث.
وتبين لاحقًا أن الشرطي صديق لوالدها الذي يتهم الزوجة بقتل والدها. ويحقق الزوج أكثر من ذلك ويتمكن من إثبات أن زوجته لم تكن القاتلة، ويتحدث من الشرطي بسلام حيث يستنتج الثلاثة أن الزوجة كانت مخطئة، وكان القاتل الحقيقي للأب هو شقيقها غير الشقيق، الذي ولد من علاقة والدها مع المربية. وحتى بعد التوصل إلى حل ناجح للقصة، لا يزال الزوج محاصرًا في الحلقة.
يسأل الزوج الشرطي عن اسم المربية. ويعلم أن المربية كانت والدته، مما جعله الأخ غير الشقيق لزوجته. وفي هذه اللحظة تذكر الزوج الحقيقة في الماضي، أن الأب كشف له أنه وزوجته أشقاء ويتعين عليهم أن يفككوا حبهم، ولكن الزوج يرفض. وبعد عراك دامَّ بينهما أطلق النار عن طريق الخطأ على الأب واضطر إلى الفرار من مكان الحادث. ومع ذلك، فإن الحلقة ترفض الإغلاق.
وباستخدام الساعة والنظر إليها لفترة طويلة لعكس الزمن، يعود الزوج إلى الواقع، ويتضح أنه يتحدث مع طبيب نفسي يظهر في هيئة والده عن الوقوع في حب أخته. وكان الطبيب يريه ماذا قد يحدث في المستقبل إذا قرر رفض نصيحة أبيه ويتزوج من أخته باستخدام التنويم المغناطيسي. وتعتبر الحلقات الزمنية هي تخيلات الزوج أثر التنويم المغناطيسي إذا استمر مع زوجته، والشرطي هو مظهر من مظاهر تدخل والده. وبعد أن رأى الزوج التخيلات يقرر مصيره. إذا قرر الزوج قبول اقتراح والده وترك أخته، فإنه يدخل حلقة تكون فيها الشقة فارغة وهو وحيد. وإذا قرر الزوج رفض اقتراح والده، يرى تكرر القصة وتستمرت الحلقات في التكرار. أما إذا إختار الزوج كتابًا كانت تقرأه الزوجة خلال الحلقات، يعرض الأب مساعدته على نسيان أخته، مما تسبب في إعادة ضبط الحلقات والبدء من جديد. وأخيرا، إذا كان الزوج يحدق في الساعة قبل أن يختار النسيان، يخبره الأب أن ينهي مستقبله الخيالي، وينتهي كل حلقات الوقت نهائيًما.